# Climat du Var
Pour un article plus général, voir Var (département).
 (février 2009).
Si vous disposez d'ouvrages ou d'articles de référence ou si vous connaissez des sites web de qualité traitant du thème abordé ici, merci de compléter l'article en donnant les références utiles à sa vérifiabilité et en les liant à la section « Notes et références ».

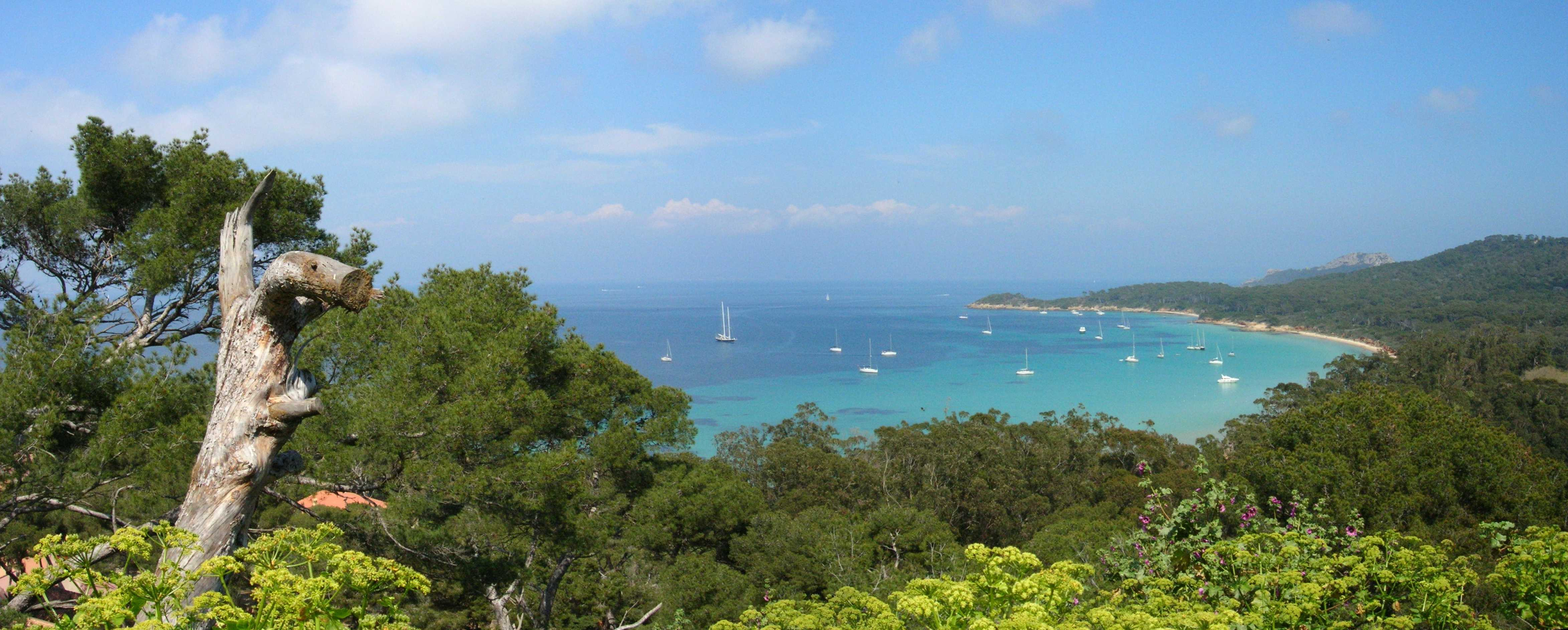
L'île de Porquerolles dans les Îles d'Hyères.

Le Var possède principalement un climat méditerranéen, sec avec de fortes chaleurs. Toutefois, la lisière nord du département possède un climat montagnard avec de fortes gelées hivernales, et les îles d’Hyères bénéficient inversement d’hivers doux grâce à l'influence maritime.
Toulon est statistiquement la ville de France métropolitaine la plus ensoleillée.

## Précipitations

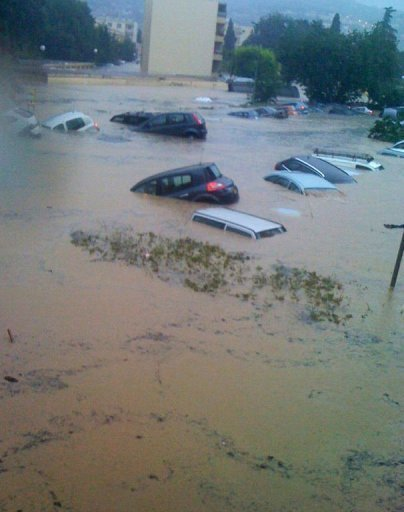
Inondations à Draguignan, en 2010.

### Pluies
Les fortes précipitation d'automne amènent à des inondations, régulièrement dévastatrices (telles que les inondations des années 2010 dans le Var). Entre 1983 et 2003, 743 communes du département (sur plus de 900) ont été concernées par au moins un arrêté de catastrophe naturelle.
La pluie n'est pas le seul facteur à prendre en compte. Pour la protection civile du Var, ces inondations sont dues à la forte artificialisation des terres et des berges des cours d'eau, liée à la pression foncière, très importante (+14,7 % de terres artificialisées entre 1993 et 2002).

### Neige

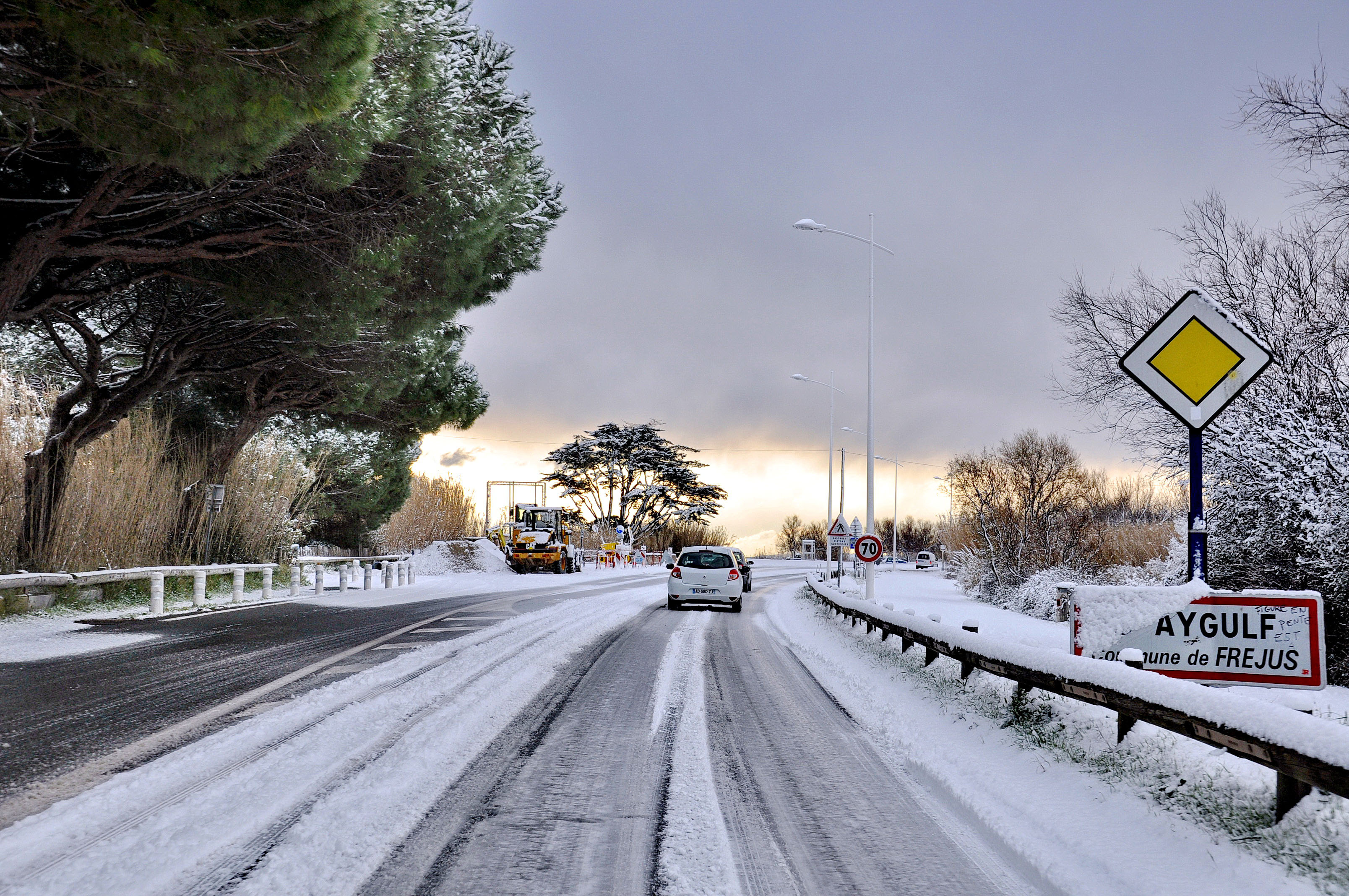
Fréjus plage (Saint-Aygulf) sous la neige en 2013.

Cependant l'hiver doux connait quelquefois des chutes de neige : dix à 14 jours en moyenne par an pour les sites situés à plus de 800 m d’altitude sur le Haut-Var, deux à quatre jours par an sur les massifs intérieurs. Sur 32 hivers (1970-2002), 25 ont connu des chutes de neige de plus de 10 cm en plaine. Ainsi que des hauteurs de neige au sol supérieures à 50 cm à moins de 500 m d'altitude en 1970, 1981, 1986, 1992, 2001[réf. souhaitée].

## Vent
La partie occidentale est soumise au mistral, vent froid quittant le couloir rhodanien, la partie orientale reste elle, intéressée par les vents d'Est marins remontant de la vallée de l’Argens.
Le record de vent de secteur Ouest à Toulon est de 148 km/h le 28/11/1983[réf. souhaitée].

## Températures
Il existe de forts contrastes de température, notamment en hiver, entre les différentes villes du Var. 
Dans le Haut Var et sur les massifs, les températures hivernales moyennes varient autour de 5 °C[réf. nécessaire] ; elles sont en revanche chaudes en été avec des moyennes comprises entre 23 et 24 °C, et douces en inter-saison avec une moyenne annuelle proche des 13 °C[réf. nécessaire] .
À l'intérieur des terres (Draguignan), l'hiver est plus doux du fait de la proximité de la Méditerranée, avec une moyenne de 8 °C et des étés variant de assez chauds à caniculaires, avec une moyenne de 25 °C, pour une moyenne annuelle de 15 °C. 
Sur le littoral, le climat est beaucoup plus clément avec des hivers doux d'environ 10 °C et des étés chauds avec une température moyenne comprise entre 24 et 25 °C, et une moyenne annuelle comprise entre 16 et 17 °C. 
Les Îles d'Hyères, quant à elles, bénéficient d'un climat subtropical méditerranéen avec des hivers doux autour de 12 °C et des étés chauds, autour de 26 °C, pour une moyenne d'environ 18 °C, ce qui est comparable au climat de sud-ouest australien ou celui du sud de la Californie[réf. nécessaire].

### Canicule

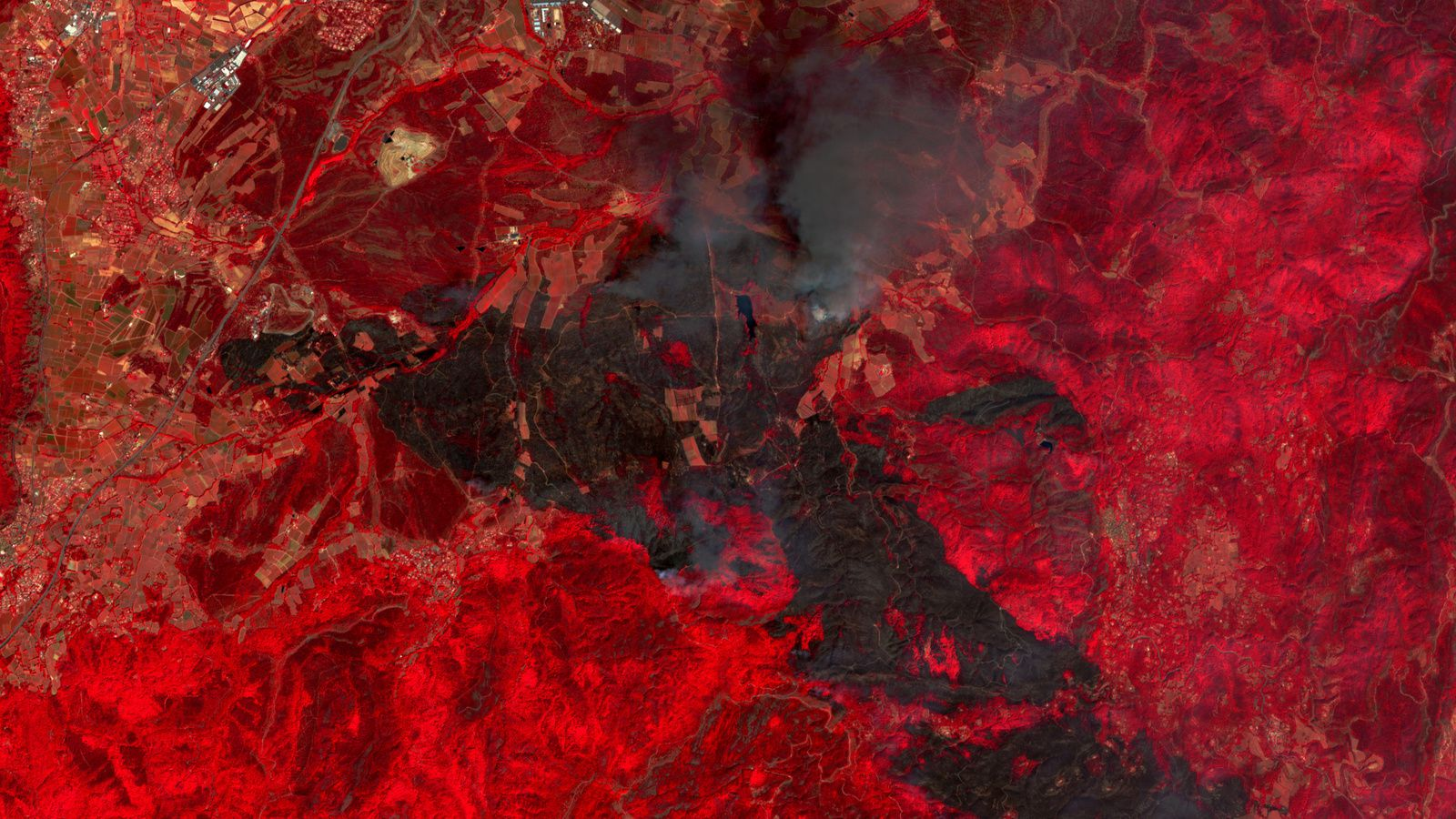
Image satellitaire en infrarouge, incendie dans le Var, en 2021.

Chaque été, les températures au-dessus de 30 °C la journée et 15 °C la nuit ne sont pas rares, et, certains jours, des pics de 35 °C peuvent être observé à l’intérieur des terres. La canicule est présente quasiment chaque année[réf. souhaitée].
En 2003 lors de la canicule et en juillet et en août 2005, les pics de chaleurs ont été tels que de nombreux feux se sont déclarés, emportant notamment une grande partie de la végétation du massif des Maures[réf. souhaitée].
Les feux de forêt de 2021 en France sont une série d’incendies qui se déroulent en août 2021 dans le Var, faisant deux morts et 26 blessés.